# Маричка битка
Маричка битка или бој код Черномена, одиграла се на реци Марици у петак 26. септембра 1371. између снага Османског царства под вођством румелијског беглербега Лала-Шахина и српских снага  које су бројале око 60.000 људи (70.000 по Халкокондилу). Српску војску предводили су краљ Вукашин и његов брат деспот Јован Угљеша. Обојица су погинули у бици.
Поједини историчари наводе 1367. или чак и 1363. за годину битке, али сви заједно тврде да се битка одиграла код Черномена, данас грчки Орменио у области Еврос, на пољу које Турци наводно дан-данас зову Сирф синдиги, погибље Срба.
Вукашина наслеђује његов син Марко, познатији као Марко Краљевић, али не успева да одржи српске земље и недуго после битке постаје турски вазал.
Ова битка представља почетак османлијских освајања територија којима је владао српски цар Душан.
Битка се догодила на празник Светог Јована Богослова, па је у знак сећања на њу удовица Јефимија Мрњавчевић дала да се ослика икона Богородице Катафиги (Уточиште) на којој је приказана са Светим Јованом Богословим. Икона се касније налазила у манастиру Поганово, а у Првом светском рату су је Бугари однели у Храм Св. Александра Невског у Софији.
Од Маричке битке почеле су велике сеобе српског и шире балканског становништва.

### Опис војски
У Маричкој бици радило се о првом већем судару две потпуно супротне војске. Српска војска била је претежно под византијским утицајем наоружана хришћанском опремом, од чега правим мачем, копљем, луком, стрелом и буздованом, богатији ратници су имали крљушт оклоп, већина шлем, од којих је најчешћи био обични конасти шлем, такође су ратници типично за војске под византијским утицајем преко крљушт оклопа носили браон траку пекторарион усвојену од византијске варијашке гарде. Неки од ратника имали су и плаштове. Турска војска је с друге стране имала другачију опрему, пре свега сабљу и јатаган, и већина обичних војника је носила турбане, јелеке и јањичарске борк капе, док су богатији војници носили турски шлем. Такође боје су се разликовале. Док су код Срба преовладале за богатије војнике плава, а обичне смеђа боја услед коришћења конопље и лана за одећу, код Турака су преовладавала одела од свиле зелене и црвене боје.

### Повод
Најстарији српски извор, „Запис монаха Исаије“ као повод за почетак сукоба између Срба и Турака наводи намеру деспота Угљеше, да заједно са својим братом краљем Вукашином истера Турке из Македоније (тј. Романије (Византије) или по садашњем Тракије).
Према немачком историчару Цинкајзену, који су позива на турске изворе, рат између Срба и Турака избио је због заузећа града Пловдива. Према њему, заповедник града је успео да избегне краљу српском и да га приволи да покрене војску против Турака.
Ондашњи турски извори пак тврде да је циљ српске војске био да се заузме Дринопоље и да се турске снаге на Балканском полуострву, под командом беглербега Лала-Шахина протерају из Румелије (Источно римско царство) у Анадолију (Мала Азија).
Савремени историчари сматрају да није постојао конкретан повод за избијање непријатељстава. Према њима, Деспот Угљеша, чија држава се прва налазила на правцу турског напредовања, схватио је опасност коју су представљала турска освајања на Балканском полуострво. Иако су турске територије на Балкану у то време биле незнатне Турци су освојили неколико добро утврђених градова као што је Дринопоље и на тај начин створили мостобран за даља освајања у Европи. Угљеша је у својој мудрости изабрао идеалан тренутак за напад. Султан Мурат се са војском налазио у Малој Азији држећи под опсадом град Бигу док је у Дринопољу био мањи турски гарнизон под командом Лала Шахина.

### Учесници
Засигурно се зна да су на српској страни поред војске Деспота Угљеше учествовале и снаге краља Вукашина. Спорно питање је да ли су и који српски великаши такође учествовали у походу на Турке.
Турски извори наводе да су поред деспота, краља и „краљевих неверника“ у бици учествовали војводе и властела Босне, Угарске и Влашке. Грчки писац из XV века, Лаоник Халкокондил помиње само Угљешу и Вукашина док се у записима монаха Исаије каже да је Угљеша дигао „све српске и грчке војнике и брата својега Вукашина краља“ као и „многе друге велможе,... негде до шестидесет тисушт изабрани војски“.
Према Стојану Новаковићу, „српске велможе“ који су се придружили Угљеши и Вукашину највероватније су били Дејановићи и војвода Богдан. Северна српска властела у овом боју није учествовала. Балшићи, који су били у добрим односима са Вукашином највероватније нису учествовали у бици јер су убрзо након пораза српских снага отели Призрен од Вукашиновог сина; Никола Алтомановић такође није могао да учествују у бици јер је био у рату са Вукашином; Лазар и Бранковићи нису имали интереса да учествују у бици и на тај начин учврсте Вукашинов положај као краља и наследника цару Урошу чију су власт, макар и формално, још увек поштовали.
На основу расположивих извора може се закључити да су српску војску дале српске земље око Шар-планине, као и све јужне српске земље око Вардара и Струме, заједно са грчким крајевима јужне Македоније (међу Вардаром и Струмом), Драме, Мосинопоља и Водена. Непознато је да ли је великаш Радослав Хлапен учествовао у боју јер је преживео битку, а након тога је наставио да влада Бером, Воденом и Костуром и то не као вазал. У бици је скоро сигурно учествовао бугарско-српски племић Александар Комнин Асен, обласни господар Валоне са својом војском.
Турске снаге којима је заповедао румелијски беглербег Лала-Шахин биле су четири пута слабије од српских и углавном су се сводиле на посаду утврђеног града Дринопоља. Халкокондил чак наводи да су снаге са којима је Лала-Шахин напао српску војску бројале једва 800 људи.

#### Најчешће забуне у вези са учесницима боја на Марици
На основу извора које смо навели може се закључити да је у Маричкој бици учествовала хришћанска коалиција састављена од Срба, Угара и Влаха. Такође, у енглеској литератури се наводи да је у бици са српске стране учествовала коалиција састављена од Срба, Бугара и Грка.
У првом примеру коришћени су углавном турски извори. Стога није чудно што се у њима наводи да су се на српској страни налазили великаши и из Угарске, Босне и Влашке. На овај начин турски историчари су желели да увеличају значај победе која је представљала тријумф ислама над хришћанством оличеним у представницима свих већих хришћанских држава на Балкану.
У другом примеру погрешно је наведено да су грчке снаге такође учествовале у овој бици. Међутим, у питању су снаге Угљеше и Вукашина и других српских великаша чија се државна територија протезала и на грчке земље (укључујући и област Македонију као део Грчке). Грци, тј. тадашња византијска држава ни на који начин није помогла Угљешу и Вукашина већ је искористила српски пораз да прошири своју територију.
Што се Бугара тиче, они се не спомињу ни у једном од историјских извора које је користио Стојан Новаковић.
Оно што се са сигурношћу може тврдити јесте да су у Маричкој бици учествовале српске снаге састављене од војске Угљеше и Вукашина и неких српских великаша. Уколико су у бици учествовале и снаге неке од претходно наведених држава, онда су оне биле толико занемарљиве да тадашњи историјски извори нису сматрали за потребно да их посебно наведу.

## Битка
Угљеша и Вукашин поставили су себи замашан циљ: истерати Турке из Европе, а моменат је био добро изабран — кад је Мурат I био забављен ратом у Малој Азији. Требало је још увек напрегнути све снаге, али су оба брата заједно, према величини земаља и других војски оног времена, могли скупити свега 10.000—15.000 људи. То је била феудална војска дигнута са подручних земаља браће Мрњавчевића (северне Македоније, Косова и Метохије и Серске деспотовине између Струме и Марице, јужно од Родопских планина), дакле, састављена претежно од Срба и македонских Словена, са нешто Грка, Угљешиних поданика. Може се претпоставити да су се војске два брата среле негде у долини Марице код данашњег Димитровграда, а затим кренуле низводно ка Једрену.
У Једрену се налазио Лала Шахин, румелијски (европски) беглербег, који је могао скупити највише 10.000 бораца, поуздано слабијег квалитета од хришћанске војске, јер су најбоље турске трупе биле уз Мурата у Азији. Лала Шахин се нашао у тешкој ситуацији: Једрене, нова турска престоница, било је практично неутврђено, битку на отвореном пољу није смео примити, а још мање одступити. Он се решио на препад: ноћу 25/26. септембра 1371, вероватно пред зору, напао је хришћански логор код Черномена, на десној обали Марице, неких 40 км узводно од Једрена, и потпуно их разбио. Може се сматрати да је Лала Шахин у својим редовима имао људе који су добро познавали област око Черномена и који су му објаснили где и како да нападне. Такође Турци су сигурно Србе напали са три стране, остављајући четврту страну ка реци Марици отворену за Србе да покушају да побегну. Оба Мрњавчевића су погинула. Турски извори наглашавају да у логору хришћана није било ни реда, ни опрезности.

### Сведочанство патријарха Пајсија о Маричкој битци
Опис Маричке битке оставио је патријарх Пајсије у делу „Живот цара Уроша”:„А кесар Угљеша у граду Серезу, чувши о прелазу Исмаиљићана, посла ка краљу Вукашину, да му јави ово: Поздрав брату моме краљу Вукашину и господару, свагда здравствуј ми на много лета! И нека ти је знано да су Агарени прешли у Калипоље и отуд у Дренопољ и тако чујем спремају се и на српске земље.” Вукашин заповеди да се убрзо сакупи војска и посла ка брату Угљеши да буде спреман и одреди место где ће се обојица састати. И кад се војска сакупи и би трчања и вапаја, да се земља тресла, коњаника и пешака и дођоше до места Чрменски Лугови, близу Адријанопоља дан хода и више, звано Мостар, а после се назва Мустафа пашина Ћуприја. И ту се састадоше обојица, ови од српске земље, а Угљешини од грчких предела и било је довољно војника и пописаше их колико ће их се борити са Агаренима и нађоше да ће бити оружаних коњаника око 70.000 и више. И би велико весеље и радости и пиће вина и јела и свако неуправљање и неуређење. А Агаренски начелник чувши за долазак краља Вукашина са великом силом и беху у великој недоумици и не малом ужасу и договорише се да дају данак и пошаљу посреднике краљу Вукашину са речима:„Остави нас да овде останемо и ми ћемо ти бити као слуге и даћемо данак какав хоћеш.” И дођоше посредници као уходе и видеше где леже пијани као војска без главе икаквог управљања. И убрзо се натраг вратише свом начелнику, и приповедаху му сва неуправљања и рекоше: „Данас ће бити наше.” И подигоше се једнодушно сви Агарени и дођоше до места где војска беше и изненада нападоше на њих. То је било рано ујтру и разбише српску војску.”

## Последице
Последице маричке битке биле су изванредно тешке. За непуне две деценије сав централни и источни део Балкана доспео је посредно или непосредно под власт Турака. Византијски и бугарски цар постали су турски вазали. То је снашло и српске династе у Македонији уколико су их Турци задржали.

## Галерија
- Дијаграм Маричке битке
- Оружје средњовековне Србије
- Мач коришћен од стране српских витезова и војника током Маричке и Косовске битке
- Турски оклоп током Маричке битке
- Сабља коришћена од стране турских војника током Маричке и Косовске битке
- Река Марица